# Brian Griese
Brian David Griese (Miami, 18 marzo 1975) è un ex giocatore di football americano statunitense che ha giocato nel ruolo di quarterback nella National Football League (NFL). Fu scelto nel corso del terzo giro (91º assoluto) del Draft NFL 1998 dagli Denver Broncos. Al college giocò a football all'Università del Michigan. Griese è il figlio dell'ex quarterback dei Miami Dolphins e membro della Pro Football Hall of Fame Bob Griese.

## Carriera professionistica

### Denver Broncos
I Denver Broncos scelsero Griese nel terzo giro del Draft 1998. La sua carriera iniziò come terzo quarterback nelle gerarchie della squadra dietro Bubby Brister e John Elway. Nella sua stagione da rookie vinse il Super Bowl XXXIII, anche se passò la maggior parte dell'annata 1998 in panchina. Dopo il ritiro di Elway nel 1999, Griese divenne il quarterback titolare della squadra. Terminò con un passer rating di 75,6 nella sua prima stagione completa ma migliorò nella successiva salendo a 102,9, venendo convocato per il Pro Bowl.
Griese completò spesso la maggior parte dei suoi passaggi tentati: in quattro stagioni fece meglio del 64%, incluso un anno (il 2004) in cui completò il 69,3% dei suoi tentativi. Tuttavia, non riuscì ad imporsi come uno dei quarterback d'elìte della lega, a causa degli infortuni, di una forza nel braccio sotto la media e di una certa predisposizione a subire intercetti. Fu svincolato dai Broncos dopo la stagione 2002 e sostituito dall'ex quarterback degli Arizona Cardinals Jake Plummer.

### Miami Dolphins
Nel giugno 2003 Brian firmò coi Miami Dolphins. La sua permanenza ai Dolphins, dove suo padre Bob era una leggenda, fu breve, venendo svincolato nel febbraio 2004. Griese giocò come titolare per la squadra quando il quarterback Jay Fiedler si infortunò. Griese ebbe un eccellente inizio come Dolphin, passando 3 touchdown senza subire intercetti in una netta vittoria contro i San Diego Chargers, ma quello rimase il punto più alto della sua esperienza a Miami.

### Tampa Bay Buccaneers
Griese firmò e giocò bene coi Tampa Bay Buccaneers, diventando un punto di forza dell'attacco di Tampa. Gudiò il club alle sue uniche vittorie del 2004 con un rating di 97,5 e a un record parziale di 5–1 nel 2005, prima di concludere la sua stagione in anticipo a causa della rottura del legamento crociato anteriore. Fu svincolato nel 2006 dopo il suo infortunio al ginocchio per liberare spazio nel salary cap.

### Chicago Bears
IL 21 marzo 2006, Griese firmò coi Chicago Bears. Anche se nella pre-stagione giocò meglio del suo rivale Rex Grossman, l'allenatore Lovie Smith affidò a quest'ultimo il ruolo di titolare, con la squadra che giunse fino al Super Bowl XLI perso contro gli Indianapolis Colts. Dopo che Grossman faticò nelle prime tre gare della stagione 2007, Griese prese il suo posto come titolare. Dopo due touchdown e tre intercetti nella sconfitta contro i Detroit Lions guidò i Bears alla vittoria sui Philadelphia Eagles. Dopo che si infortunò nella settimana 10, Grossman tornò titolare.

### Ritorno ai Buccaneers
Il 3 marzo 2008 Griese fu scambiato coi Buccaneers. Partì come titolare nella vittoria della settimana 2 sugli Atlanta Falcons e nel turno successivo contribuì alla vittoria sui Bears ai supplementari. Partì come titolare nella settimana successiva e i Bucs vinsero nuovamente, contro i Green Bay Packers. Griese tornò titolare il 14 dicembre 2008 a causa dell'infortunio di Jeff Garcia, stavolta perdendo coi Falcons. Il suo record in carriera come titolare dei Bucs fu di otto vittorie e due sconfitte. Fu svincolato il 13 luglio 2009, optando per il ritiro.

## Palmarès

### Franchigia
- Super Bowl : 1

Denver Broncos: Super Bowl XXXIII
- American Football Conference Championship: 1

Denver Broncos: 1998
- National Football Conference Championship: 1

Chicago Bears: 2006

### Individuale
- Convocazioni al Pro Bowl: 1

2000

## Statistiche
| Yard passate  | 19.440 |
| Touchdown     | 119    |
| Intercetti    | 99     |
| Passer rating | 82,7   |